# Йоган Віллем Беєн
Йоган Віллем (Вім) Беєн (нід. Johan Willem Beyen, 2 травня 1897 року в Утрехті — 29 квітень 1976 року в Гаазі) був нідерландський банкір, державний службовець, політик і дипломат. Він служив як міністр закордонних справ Нідерландів у 1952–1956 роках. Беєн зіграв важливу роль у створенні Європейського економічного співтовариства, і по праву вважається одним з батьків-засновників Європейського Союзу. У 1981–1982 р. навчальний рік у Коледжі Європи був названий на його честь.

## Відомості про особисте життя
Офіційне прізвище Йогана Віллема (Віма) Беєна було Beijen, але він віддав перевагу написанню свого ім'я як Beyen, оскільки думав, що це ім'я в більшій мірі відповідало його міжнародним зв'язкам.
Його батько, Карел Гендрік Беєн, був адвокат. Він був секретар компанії Maatschappij tot Exploitatie van Staatsspoorwegen, однієї з нідерландських компаній залізниці. Його мати, Марія Луїза Кунен, родом із сім'ї музикантів. У нього було два брати. Один з них був археологом — Гендрік Жерар Беєн.
У 1922 році Вім Беєн одружився з Petronella J.G. (Nelly) Hijmans van Anrooij. У них було двоє синів і дочка. Наприкінці 1930-х років у Беєна були стосунки з австрійкою Margaretha Antonia (Gretel) Lubinka. Після Другої світової війни його перший шлюб був розірваний, і він одружився з Gretel. Цей шлюб був дуже щасливий.
Вім Беєн помер у 1976 році.

## Освіта
Вім Беєн виріс в Утрехті й сусідньому місті Білтговені. Він вивчав право в Утрехтському університеті. У 1918 році йому присуджено ступінь доктора права.

## Успішна кар'єра в державному та приватному секторі
Після навчання Беєна залучили як тимчасового помічника клерка в нідерландському міністерстві фінансів. У той час йому був тільки 21 рік. Протягом декількох років він дослужився до заступника головного скарбника.
Після 1924 року Беєн займав кілька позицій у бізнес-секторі: Секретар Ради Philips, голова нідерландської філії Центрального банку Нідерландської Ост-Індії, директор одного з попередників AMRO Bank, віце-президент і з 1937 Президент Банку міжнародних розрахунків у Базелі, і директор Unilever.
Під час Другої світової війни, окрім позиції в Unilever, він ще був фінансовий радник нідерландського уряду в засланні в Лондоні. У 1944 році він зіграв важливу роль під час конференції в Бреттон-Вудсі, де були закладені основи Світового банку та Міжнародного валютного фонду. З 1946 року він був нідерландський представник у Раді Світового банку, а з 1948 р. в тому числі й у МВФ.

## Міністр закордонних справ

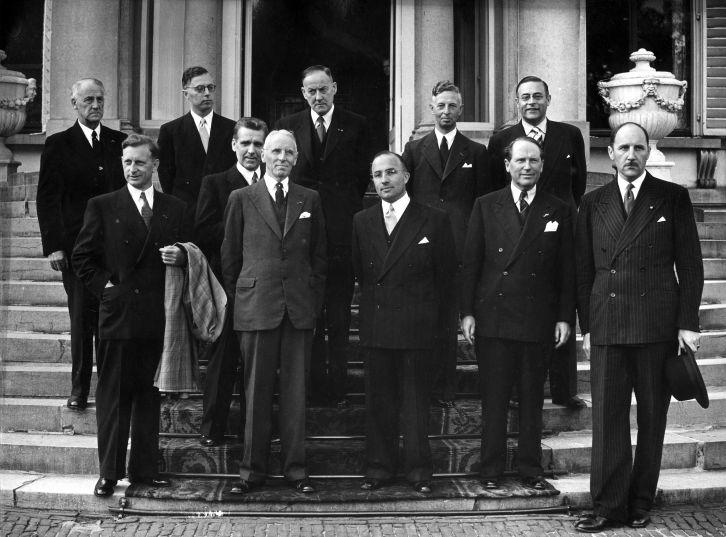
Нові міністри другого кабінету Drees в 1952 році після того як вони були приведені до присяги Королевою Юліаною. Вім Беєн стоїть на передньому плані, другий праворуч. Його колега Йозеф Лунс стоїть з правого краю. У ті роки ще не було традиції, коли королева й міністри, які служили в попередньому кабінеті, повинні були сфотографуватися.

У 1952 році Вім Беєн, який не належав до політичної партії, був призначений за міністра закордонних справ у Другому кабінеті Drees. Його запросили, щоб забезпечити кращий баланс сил у кабінеті. Це була дивна ситуація, оскільки Йозеф Лунс, який був членом Католицької народної партії, був міністром без портфеля в тому ж міністерстві. Один з жартів з приводу цієї реконструкції: "Нідерланди такі малі, а тому їхні зарубіжні країни в цілому такі великі, що одного міністра закордонних справ не вистачає."
Відносини між двома міністерствами було не надто добрі, бо вони мали зовсім різний стиль роботи й розбіжності з приводу кількох питань. Беєн, наприклад, мав серйозні заперечення проти Лунца щодо його ставлення до суперечок з Індонезією про Нідерландську Нову Гвінею.
Після виборів 1956 політична кар'єра Беєна підійшла до кінця. Більше не було потреби в безпартійному міністрові в кабінеті.

## Засновник Європейської інтеграції
Вім Беєн зіграв дуже важливу роль у створенні Європейського Економічного Співтовариства.
У серпні 1954 року зруйнувалися плани створення Європейського політичного співтовариства й загальної сили оборони, Спільноти європейської оборони як заміни для національних армій Франції, Німеччини, Італії та трьох країн Бенілюксу, коли Франція відмовилася ратифікувати угоду.
Беєн зрозумів, що європейська інтеграція в політичній сфері була б неможлива в найближчому майбутньому. Він був певний, що треба було почати з економічного співробітництва, і розробив план, який закликав до європейського спільного ринку в поєднанні з ідеєю політичної спільноти. Він виступив за горизонтальну інтеграцію замість того, щоб подовжити сектор інтеграцією сектора на кшталт Європейської спільноти з вугілля та сталі (ЄСВС). 
У квітні 1955 року він запропонував створити «наднаціональну спільноту», яка згодом через митний союз могла б подолати шлях до «створення економічного союзу». 4 квітня 1955 він надіслав меморандум своїм колегам по Бенілюксу: Полю-Анрі Спааку (Бельгія) і Джозефу Беку (Люксембург), в якому запропонував ідею Митного союзу. На зустрічі міністрів закордонних справ трьох країн Бенілюксу в Гаазі 23 квітня 1955 підготував спільний меморандум, щоб представити своїм колегам з ЄСВС. Вони завершили меморандум (меморандум Бенілюкс) 18 травня 1955 і представили його урядам Франції, Німеччини та Італії 20 травня 1955. Вони запропонували для обговорення в конференції шести країн-учасниць ЄСВС шлях до спільної інтеграції європейської економіки.
Ця конференція, конференція Мессіна, проходила з 1 по 3 червня 1955 року. Беєн очолював нідерландську делегацію. Остаточне рішення конференції в значній мірі відображає думку Беєна. Вона лягла в основу для дальшої роботи з відновлення європейської інтеграції та призведе до Римського договору в 1957 році й формування Європейського економічного співтовариства та Євратому в 1958 році.

## Джерело
- J.W. Beyen [Архівовано 7 лютого 2012 у Wayback Machine.] (нід.)